# Tacheocampylaea tacheoides
Tacheocampylaea tacheoides é uma espécie de gastrópode  da família Helicidae
É endémica de Itália.